# Zoé Shepard
Pour les articles homonymes, voir Shepard et Boullet.
Aurélie Boullet, connue sous son nom de plume Zoé Shepard, est une écrivaine française connue pour trois pamphlets sur le fonctionnement quotidien de l'administration.

## Éléments biographiques
Née le 6 octobre 1979 à Orsay, de parents enseignants de collège, Aurélie Boullet est titulaire d'une maîtrise d'histoire et d'un diplôme de l'Institut d'études politiques de Bordeaux. Elle est administratrice territoriale (INET, promotion Cervantes, 2005-2007). En mars 2007, elle entre comme chargée de mission à la délégation européenne et internationale du conseil régional d'Aquitaine, expérience qui lui inspirera sa première œuvre polémique.

## Absolument dé-bor-dée
Le 4 mars 2010, alors qu'elle est fonctionnaire territoriale, Aurélie Boullet publie un ouvrage, intitulé Absolument dé-bor-dée et issu de son blog, relatant de façon ironique les dysfonctionnements d'une collectivité territoriale fictive, « une mairie près de Paris ». Ce livre est publié sous le pseudonyme de Zoé Shepard, « Zoé » étant choisi en référence à la Pile Zoé, la première pile atomique française. Quant au patronyme « Shepard », il a été porté par certains membres éloignés de sa famille.

### Promotion de son ouvrage
Du 26 février à mi-avril 2010, la promotion de son ouvrage est faite de façon anonyme. À partir du 1er juillet 2010, Aurélie Boullet est régulièrement interviewée par la télévision (émission On n'est pas couché sur France 2 le 4 septembre 2010), la radio (Les grosses têtes sur RTL le jeudi 10 mars 2011) et la presse écrite, tant française qu'internationale et a participé à plusieurs salons du livre. Les droits d'adaptation cinématographiques du livre ont été achetés par UGC.
Le 29 septembre 2011, Absolument dé-bor-dée est sorti en Allemagne sous un titre sensiblement différent : Wer sich zuerst bewegt, hat verloren (c'est-à-dire, Le premier qui bouge a perdu). Le 10 novembre 2011, l'ouvrage est également publié en Espagne sous le titre ¡Estamos Desbordados! (c'est-à-dire Nous sommes dépassés).

### Conséquences de la parution du livre
L'anonymat de « Zoé Shepard » est de courte durée : reconnue et dénoncée par un de ses collègues, elle est sanctionnée par sa hiérarchie. Elle est suspendue de ses fonctions le 4 mai 2010 avec maintien de traitement sans primes – mesure conservatoire en attendant la sanction définitive. Le 1er juillet 2010, le conseil de discipline du Conseil Régional d'Aquitaine se réunit. Alors que la révocation avait été demandée,, il demande une sanction de deux ans de suspension sans salaire pour manquement à l'obligation de réserve, après 5 heures d'audience. Dernier à statuer définitivement, le Président de la région Aquitaine, Alain Rousset, ordonne le 30 août 2010 une sanction de 4 mois d'exclusion ferme et 6 mois avec sursis prononcée pour manquement à l'obligation de discrétion, manquement à l'obligation de réserve et comportement fautif à l'égard de sa hiérarchie.
Une action en référé-suspension auprès du tribunal administratif de Bordeaux est déposée en septembre 2010 et rejetée le 27 septembre 2010,. Une demande d'annulation sur le fond, déposée auprès du même tribunal administratif, est rejetée le 31 décembre 2012,.
Aurélie Boullet reprend ses fonctions d'administratrice territoriale au sein du conseil régional d'Aquitaine le 3 janvier 2011 en tant que chargée de mission grand emprunt et veille juridique européenne.

## Autres livres
Dans une interview diffusée le 25 juillet 2011 sur Europe 1, Aurélie Boullet annonce son intention d'écrire un second ouvrage, cette fois-ci sur le thème de la placardisation. Il paraît le 6 septembre 2012. Édité chez Albin Michel, il est intitulé Ta carrière est fi-nie. L'autrice décrit le processus d'isolement : dossiers retirés, connexion internet et téléphone bloqués… « Être au placard, c'est comme avoir la grippe porcine : vous devenez le sujet de toutes les conversations, mais tous les collègues vous évitent par peur de la contagion ! »
En 2015 paraît Zoé à Bercy, son troisième ouvrage, dont l'action se déroule au sein du ministère des Finances. Le 13 mars 2019 paraît Maggie Exton, un roman noir, aux éditions Stock.

## Ouvrages
- Absolument dé-bor-dée, ou le paradoxe du fonctionnaire
  - Paris : Albin Michel, coll. « Documents », mars 2010, 300 p.  (ISBN 978-2-226-20602-2)
  - Paris : Points, coll. « Points Document » no 2 611, avril 2011, 306 p.  (ISBN 978-2-7578-2258-6)

- Ta carrière est fi-nie : l'art de ne rien faire au bureau
  - Paris : Albin Michel, coll. « Documents », septembre 2012, 292 p.  (ISBN 978-2-226-24381-2)
  - Paris : Points, coll. « Points Document » 3 060, juin 2013, 293 p.  (ISBN 978-2-7578-3402-2)

- Zoé à Bercy
  - Paris : Albin Michel, coll. « Documents », septembre 2015, 278 p.  (ISBN 978-2-226-31675-2)
  - Paris : Points, coll. « Points Document » 4500, février 2017, 288 p.  (ISBN 978-2-757-85981-0)
- Maggie Exton
  - Paris : Stock, coll. Arpège, mars 2019, 400 p. (ISBN 978-2-234-08660-9)

### Autres projets
- Zoé Shepard sur Commons